# Weltklasse Zurich 2019
Navigation
Édition précédente Édition suivante
Le Weltklasse Zurich 2019, 91e édition du Weltklasse Zurich, se déroule le 29 août 2019 au Letzigrund de Zurich, en Suisse. Le meeting constitue l'avant-dernière étape et l'une de deux finales de la Ligue de diamant 2019.

## Résultats

### Hommes
| Rang | Athlète         | Temps   | Points |
| ---- | --------------- | ------- | ------ |
|      | Noah Lyles      | 9 s 98  | 8      |
| 2    | Xie Zhenye      | 10 s 04 | 7      |
| 3    | Yohan Blake     | 10 s 07 | 6      |
| 4    | Justin Gatlin   | 10 s 08 | 5      |
| 5    | Akani Simbine   | 10 s 10 | 4      |
| 6    | Zharnel Hughes  | 10 s 15 | 3      |
| 7    | Adam Gemili     | 10 s 15 | 2      |
| 8    | Michael Rodgers | 10 s 16 | 1      |

| Rang | Athlète                   | Temps              | Points |
| ---- | ------------------------- | ------------------ | ------ |
|      | Donavan Brazier           | 1 min 42 s 70 (PB) | 8      |
| 2    | Nijel Amos                | 1 min 42 s 98      | 7      |
| 3    | Brandon McBride           | 1 min 43 s 51 (SB) | 6      |
| 4    | Emmanuel Kipkurui Korir   | 1 min 43 s 69 (SB) | 5      |
| 5    | Clayton Murphy            | 1 min 43 s 94 (SB) | 4      |
| 6    | Amel Tuka                 | 1 min 43 s 99      | 3      |
| 7    | Ferguson Cheruiyot Rotich | 1 min 45 s 28      | 2      |
| 8    | Wyclife Kinyamal          | 1 min 47 s 59      | 1      |

| Rang | Athlète                  | Temps               | Points |
| ---- | ------------------------ | ------------------- | ------ |
|      | Joshua Cheptegei         | 12 min 57 s 91 (PB) | 8      |
| 2    | Hagos Gebrhiwet          | 12 min 58 s 15      | 7      |
| 3    | Nicholas Kipkorir Kimeli | 12 min 59 s 05      | 6      |
| 4    | Telahun Haile Bekele     | 12 min 59 s 09      | 5      |
| 5    | Selemon Barega           | 12 min 59 s 66      | 4      |
| 6    | Yomif Kejelcha           | 13 min 1 s 38       | 3      |
| 7    | Stanley Waithaka Mburu   | 13 min 6 s 29       | 2      |
| 8    | Paul Chelimo             | 13 min 14 s 18      | 1      |

| Rang | Athlète         | Temps                         | Points |
| ---- | --------------- | ----------------------------- | ------ |
|      | Karsten Warholm | 46 s 92 (AR, WL, DLR, MR, PB) | 8      |
| 2    | Rai Benjamin    | 46 s 98 (PB)                  | 7      |
| 3    | Kyron McMaster  | 48 s 58                       | 6      |
| 4    | Yasmani Copello | 48 s 58                       | 5      |
| 5    | David Kendziera | 48 s 98                       | 4      |
| 5    | Thomas Barr     | 49 s 17                       | 3      |
| 7    | TJ Holmes       | 50 s 00                       | 2      |
| 8    | Kariem Hussein  | 50 s 04                       | 1      |

| Rang | Athlète          | Marque       | Points |
| ---- | ---------------- | ------------ | ------ |
|      | Andriy Protsenko | 2,32 m       | 8      |
| 2    | Brandon Starc    | 2,30 m (SB)  | 7      |
| 3    | Tihomir Ivanov   | 2,30 m (=SB) | 6      |
| 4    | Michael Mason    | 2,27 m (=SB) | 5      |
| 5    | Ilya Ivanyuk     | 2,27 m       | 4      |
| 5    | Naoto Tobe       | 2,27 m       | 3      |
| 7    | Jeron Robinson   | 2,24 m       | 2      |
| 8    | Maksim Nedasekau | 2,24 m       | 1      |

| Rang | Athlète             | Marque      | Points |
| ---- | ------------------- | ----------- | ------ |
|      | Sam Kendricks       | 5,93 m      | 8      |
| 2    | Armand Duplantis    | 5,83 m      | 7      |
| 3    | Piotr Lisek         | 5,83 m      | 6      |
| 3    | Cole Walsh          | 5,83 m (PB) | 5      |
| 5    | Renaud Lavillenie   | 5,73 m      | 4      |
| 5    | Christopher Nilsen  | 5,73 m      | 3      |
| 5    | Pawel Wojciechowski | 5,73 m      | 2      |
| 8    | Thiago Braz         | 5,58 m      | 1      |

| Rang | Athlète                | Marque | Points |
| ---- | ---------------------- | ------ | ------ |
|      | Juan Miguel Echevarria | 8,65 m | 8      |
| 2    | Ruswahl Samaai         | 8,20 m | 7      |
| 3    | Tajay Gayle            | 8,20 m | 6      |
| 4    | Luvo Manyonga          | 8,19 m | 5      |
| 5    | Miltiádis Tedóglou     | 8,10 m | 4      |
| 6    | Wang Jianan            | 8,06 m | 3      |
| 7    | Thobias Montler        | 7,80 m | 2      |
| 8    | Zarck Visser           | 7,58 m | 1      |

| Rang | Athlète          | Marque       | Points |
| ---- | ---------------- | ------------ | ------ |
|      | Magnus Kirt      | 89,13 m      | 8      |
| 2    | Cheng Chao-Tsun  | 89,05 m (SB) | 7      |
| 3    | Andreas Hofmann  | 87,49 m      | 6      |
| 4    | Marcin Krukowski | 85,72 m (SB) | 5      |
| 5    | Johannes Vetter  | 85,46 m      | 4      |
| 6    | Jakub Vadlejch   | 84,17 m      | 3      |
| 7    | Thomas Röhler    | 82,91 m      | 2      |
| 8    | Bernhard Seifert | 75,88 m      | 1      |

### Femmes
| Rang | Athlète             | Temps                | Points |
| ---- | ------------------- | -------------------- | ------ |
|      | Shaunae Miller-Uibo | 21 s 74 (WL, NR, PB) | 8      |
| 2    | Dina Asher-Smith    | 22 s 08              | 7      |
| 3    | Elaine Thompson     | 22 s 44              | 6      |
| 4    | Dafne Schippers     | 22 s 46              | 5      |
| 5    | Mujinga Kambundji   | 22 s 58              | 4      |
| 6    | Blessing Okagbare   | 22 s 62              | 3      |
| 7    | Crystal Emmanuel    | 22 s 87 (SB)         | 2      |
| 8    | Jamile Samuel       | 23 s 15              | 1      |

| Rang | Athlète                 | Temps   | Points |
| ---- | ----------------------- | ------- | ------ |
|      | Salwa Eid Naser         | 50 s 24 | 8      |
| 2    | Shakima Wimbley         | 51 s 21 | 7      |
| 3    | Lisanne De Witte (SB)   | 51 s 30 | 6      |
| 4    | Justyna Swiety-Ersetic  | 51 s 54 | 5      |
| 5    | Laviai Nielsen          | 51 s 70 | 4      |
| 6    | Stephenie Ann McPherson | 51 s 90 | 3      |
| 7    | Kendall Ellis           | 51 s 92 | 2      |
| 8    | Jessica Beard           | 52 s 60 | 1      |

| Rang | Athlète                  | Temps                  | Points |
| ---- | ------------------------ | ---------------------- | ------ |
|      | Sifan Hassan             | 3 min 57 s 08          | 8      |
| 2    | Konstanze Klosterhalfen  | 3 min 59 s 02 (PB)     | 7      |
| 3    | Gabriela Debues-Stafford | 3 min 59 s 02 (NR, PB) | 6      |
| 4    | Genzebe Dibaba           | 4 min 0 s 86           | 5      |
| 5    | Winnie Nanyondo          | 4 min 3 s 08           | 4      |
| 6    | Winny Chebet             | 4 min 3 s 11           | 3      |
| 7    | Rababe Arafi             | 4 min 3 s 44           | 2      |
| 8    | Jenny Simpson            | 4 min 3 s 50           | 1      |

| Rang | Athlète                | Temps   | Points |
| ---- | ---------------------- | ------- | ------ |
|      | Sydney McLaughlin (SB) | 52 s 85 | 8      |
| 2    | Shamier Little         | 53 s 86 | 7      |
| 3    | Dalilah Muhammad       | 54 s 13 | 6      |
| 4    | Zuzana Hejnova         | 54 s 75 | 5      |
| 5    | Lea Sprunger           | 55 s 14 | 4      |
| 6    | Anna Ryzhykova         | 55 s 28 | 3      |
| 7    | Janieve Russell        | 55 s 87 | 2      |
| 8    | Ashley Spencer         | 56 s 90 | 1      |

| Rang | Athlète               | Temps             | Points |
| ---- | --------------------- | ----------------- | ------ |
|      | Beatrice Chepkoech    | 9 min 1 s 71      | 8      |
| 2    | Hyvin Kiyeng          | 9 min 3 s 83 (SB) | 7      |
| 3    | Norah Jeruto          | 9 min 5 s 15      | 6      |
| 4    | Daisy Jepkemei        | 9 min 6 s 66 (PB) | 5      |
| 5    | Gesa Felicitas Krause | 9 min 7 s 51 (NR) | 4      |
| 6    | Emma Coburn           | 9 min 10 s 01     | 3      |
| 7    | Winfred Mutile Yavi   | 9 min 14 s 84     | 2      |
| 8    | Celliphine Chespol    | 9 min 20 s 04     | 1      |

| Rang | Athlète               | Marque       | Points |
| ---- | --------------------- | ------------ | ------ |
|      | Shanieka Ricketts     | 14,93 m (PB) | 8      |
| 2    | Yulimar Rojas         | 14,74 m      | 7      |
| 3    | Liadagmis Povea       | 14,49 m      | 6      |
| 4    | Keturah Orji          | 14,43 m      | 5      |
| 5    | Paraskeví Papahrístou | 14,33 m      | 4      |
| 6    | Patricia Mamona       | 14,24 m      | 3      |
| 7    | Kimberly Williams     | 14,10 m      | 2      |
| 8    | Ana Peleteiro         | 14,06 m      | 1      |

| Rang | Athlète             | Marque        | Points |
| ---- | ------------------- | ------------- | ------ |
|      | Gong Lijiao         | 20,31 m (WL)  | 8      |
| 2    | Chase Ealey         | 19,68 m (PB)  | 7      |
| 3    | Christina Schwanitz | 19,37 m (SB)  | 6      |
| 4    | Aliona Dubitskaya   | 19,21 m (=PB) | 5      |
| 5    | Brittany Crew       | 18,86 m       | 4      |
| 6    | Danniel Thomas-Dodd | 18,80 m       | 3      |
| 7    | Fanny Roos          | 18,74 m       | 2      |
| 8    | Jessica Ramsey      | 18,27 m       | 1      |

| Rang | Athlète              | Marque  | Points |
| ---- | -------------------- | ------- | ------ |
|      | Lü Huihui            | 66,88 m | 8      |
| 2    | Kelsey-Lee Barber    | 64,74 m | 7      |
| 3    | Nikola Ogrodníková   | 63,05 m | 6      |
| 4    | Christin Hussong     | 62,81 m | 5      |
| 5    | Barbora Spotakova    | 62,25 m | 4      |
| 6    | Eda Tuğsuz           | 61,81 m | 3      |
| 7    | Līna Mūze            | 61,60 m | 2      |
| 8    | Tatsiana Khaladovich | 60,99 m | 1      |

## Légende
Records et Performances
- AR : Record continental (area record)
- CR : Record des championnats (championship record)
- MR : Record du meeting (meet record)
- NR : Record national (national record)
- OR : Record olympique (olympic record)
- PR : Record paralympique (paralympic record)
- PB : Record personnel (personal best)
- SB : Meilleure performance personnelle de la saison (season's best)
- WL : Meilleure performance mondiale de l'année (world leader)
- WJR : Record du monde junior (world junior record)
- WR : Record du monde (world record)

Circonstances et Conditions
- DNF : N'a pas terminé (did not finish)
- DNS : N'a pas pris le départ (did not start)
- DQ : Disqualification (disqualification)
- NM : Aucun essai valable enregistré (No Mark)
- Q : Qualifié « directement » au prochain tour (ou à la prochaine compétition), lors d'une compétition majeure, grâce au classement ou à la réalisation des minima (automatic qualifier)
- q : Qualifié au prochain tour (ou à la prochaine compétition), lors d'une compétition majeure, grâce au repêchage ou à la réalisation de l'une des meilleures performances parmi celles des « non qualifiés directement » (grâce au meilleur temps ou à la meilleure distance par exemple) (secondary qualifier)